# Strzelno (gemeente)
De gemeente Strzelno is een stad- en landgemeente in het Poolse woiwodschap Koejavië-Pommeren, in powiat Mogileński.
De zetel van de gemeente is in Strzelno.
Andere plaatsen in de gemeente zijn Ciechrz en Ciencisko.
Op 30 juni 2004 telde de gemeente 12 298 inwoners.

## Oppervlakte gegevens
In 2002 bedroeg de totale oppervlakte van gemeente Strzelno 185,28 km², waarvan:
- agrarisch gebied: 66%
- bossen: 25%

De gemeente beslaat 27,41% van de totale oppervlakte van de powiat.

## Demografie
Stand op 30 juni 2004:
| Omschrijving                   | Totaal | Totaal | Vrouwen | Vrouwen | Mannen | Mannen |
| ------------------------------ | ------ | ------ | ------- | ------- | ------ | ------ |
| eenheid                        | aantal | %      | aantal  | %       | aantal | %      |
| inwoners                       | 12 298 | 100    | 6267    | 51      | 6031   | 49     |
| bevolkingsdichtheid (inw./km²) | 66,4   | 66,4   | 33,8    | 33,8    | 32,6   | 32,6   |

In 2002 bedroeg het gemiddelde inkomen per inwoner 1554,77 zł.

## Aangrenzende gemeenten
Inowrocław, Janikowo, Jeziora Wielkie, Kruszwica, Mogilno, Orchowo, Wilczyn